# Piotr Cieśla

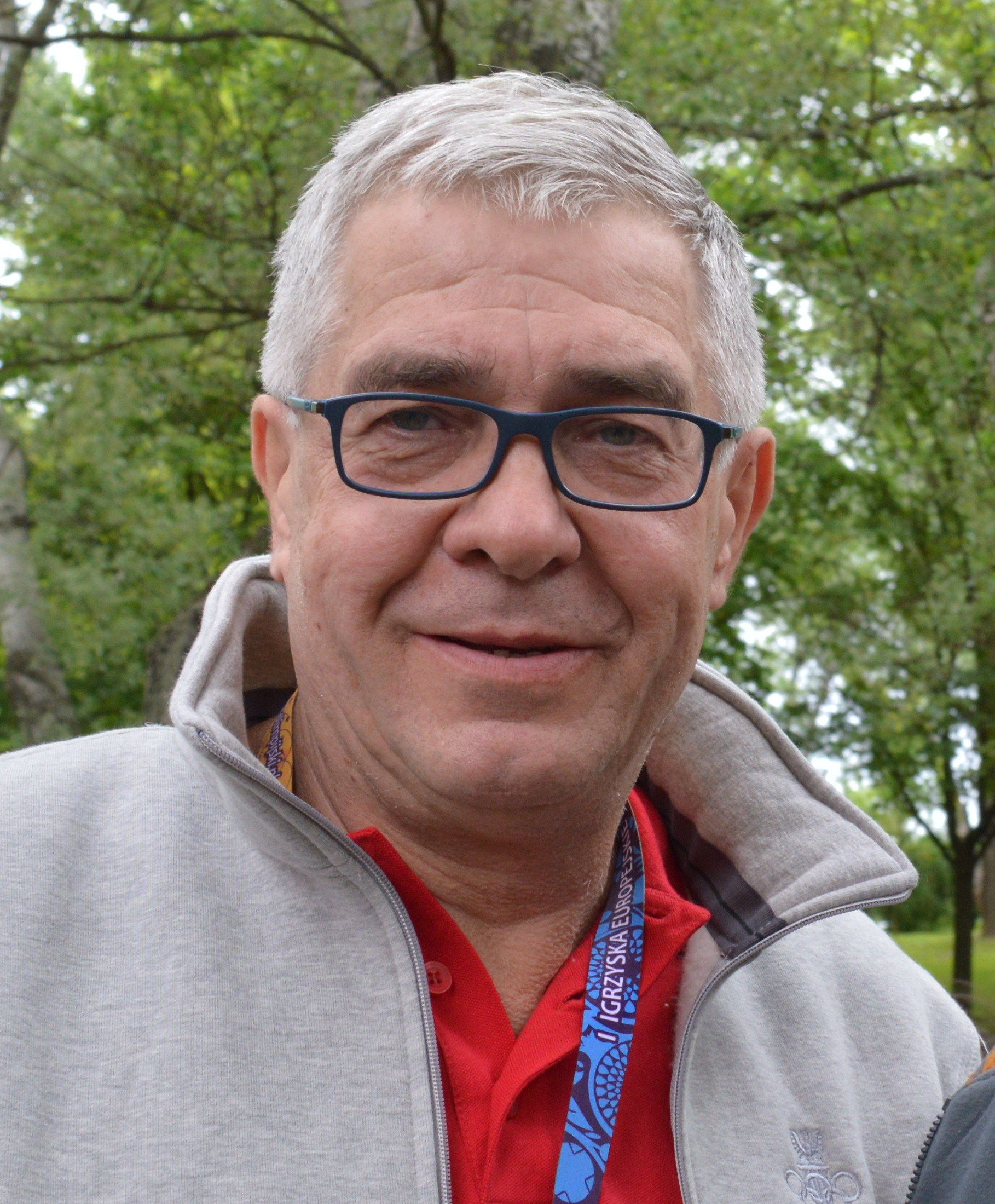
Piotr Cieśla

Piotr Józef Ciesla, född 16 januari 1955 i Gdańsk, är en före detta polsk handbollsspelare som tävlade i Olympiska sommarspelen 1976.